# Кураминцы
Кураминцы (узб. qurama; каз. құрама букв. — сборные, собранные) —   этнографическая группа оседлых казахских родов и узбеков, образовавшаяся из различных казахских и частично узбекских племен и родов, по происхождению являющихся когда-то кочевыми, затем в связи с джунгарским нашествием в 1723—1727 гг. переселившимися в Ахангарскую и Чирчикскую долины, составляли основную часть казахских и кипчакских родов. Ныне оседлый узбекский этнос.
Согласно В. В. Радлову, кураминцы образовались основном из различных узбекских и частично казахских племён и родов. Согласно альтернативному мнению, значительную роль в их этногенезе сыграли казахские роды.

## Расселение
Проживают вдоль реки Ангрен в Ахангаранской долине в юго-восточной части Ташкентской области, а также в некоторых кишлаках Андижанской области.
В настоящее время представители казахского рода Курама преимущественно проживают на территории Сарыагашского района Туркестанской области Республики Казахстан и в северной части Согдийской области Республики Таджикистан.

## Антропология
В антропологическом и генетическом типе части курама и в большинстве случаев особенностях быта имеются черты сходства с казахами и киргизами.

## Язык
Являются носителями кураминского диалекта узбекского языка, очень близкого по своему содержанию и морфологии к казахской и в меньшей степени к киргизской речи, ныне данный диалект почти утрачен, сохранен лишь у пожилых лиц в горных селениях Кураминского и Чаткальского хребта Ташкентской области Республики Узбекистан. 
В основу формирования казахского рода Курама преимущественно вошли казахские роды (старшего, среднего и младшего жуза), что позволило сохранить диалект казахского языка проживающих в северной части Согдийской области Республики Таджикистан, а для проживающих в Сарыагашском районе Туркестанской области Республики Казахстан казахский язык является родным. 

## Происхождение
Происхождение племени курама объясняет его самоназвание, которое означает «объединенный, смешанный». По историографическим данным, в областях, соседствовавших с древними поселениями Тункен (ныне Дукент), Абырлык либо Саблык (ныне «Облик», в русской транскрипции «Аблык»), Тила (ныне Телов), расположенных на побережье реки Ангрен, кочевали тюркские племена. В самих поселениях проживали преимущественно сарты и обедневшие кочевники, вынужденные перейти к оседлому образу жизни. Вследствие быстрой ассимиляции сартов оседлыми степными тюркоязычными племенами в условиях закрытой долины произошло смешение, где доминирующую роль играли оседлые степняки, что и привнесло в их быт и язык степные элементы. Такая ассимиляция, где доминирующую роль играли степняки, разительно отличается от ассимиляционных процессов, происходивших в иных частях современного Узбекистана начала XIX века, где сартовское и иранское начало превалировало над степными и отчасти тюркскими элементами.
По сведениям Шакарима Кудайберды-улы, курама — это оседлые казахские роды, в основном, кедеи (беднота), которые не смогли откочевать в годы Великого бедствия («Актабан Шубырынды, Алкаколь Сулама») вместе с другими казахскими родами. В состав казахов курама входят роды: джалаир, боявут, кунрад, аймавут, каракуйли, жагабойли, тама, джама, кышлык, топкары, алтой корпик, бока, уйшин, нугай, рамадан, байжигы, тартувлы, калайым, карасирак, кара бура, кенесар, кара бойюн, ак корган, тараклы, канли, пунгоз+кыргыз, айтамгалы, кош тамгалы, кызыл жулдыз, кипчак, сыкым, ак қойлы, мангытай, телеу. кербуши, шахрухия, бука, мураталы, керейт, байсу, каракытай, калайбар. Присоединившись к сартам, они (тоже) занялись хлебопашеством и впоследствии вошли в состав узбекской народности.
В этнографическом отношении кураминцы являли собой полуосевшее собрание разных тюрко-монгольских родов. В. В. Радлов писал о пяти родах: джулаир, телеу, тама, джагалбайлы и тараклы. Среди родов, связанных в прошлом с монголами, упоминаются каракытай (хытай), найман, керейт, джулаир, тама, телеу, аргын, дулат и другие.
По сведениям А. И. Макшеева, киргиз-казачьи роды у кураминцев были следующие, главным образом: тама (отделения алчин, кердери, джагалбайлы, кереит и теляу), аргын (отделение канджигалы), дулат (отделение уйсюн) и биштамгалы (отделение джалаир).
По мнению В. В. Бартольда, кураминцы это особая этнокультурная общность, включавшая в себя выходцев из казахских, узбекских и других тюркоязычных групп Средней Азии. Вела комплексное скотоводческо-земледельческое хозяйство и полуоседлый образ жизни. Отличалась собственным самосознанием и наличием ряда специфических черт хозяйственного уклада, домашнего быта, материальной и духовной культуры. Представляла собой одну из маргинальных этнокультурных групп, которые возникали на границе оседло-земледельческого и кочевнического культурных миров и в своем эволюционном развитии имели тенденцию к растворению в структуре соседних оседло-земледельческих этносов. В первые годы советской власти была инкорпорирована административно-волевым путём в состав титульного узбекского этноса.
По сведениям историка М. Т. Тынышпаева, Ахангаранская долина являлось местом сосредоточения знатных степняков кочевников. Во времена правления казахского хана Тауке-хана его ставка «Ханабад» располагалась неподалёку от современного населенного пункта Телов. Ежегодно осенью бии (степные судьи) всех трех казахских жузов, а также представители киргизов, каракалпаков, катаган, джайма и других мелких родов на 1—2 месяца собирались в ханской ставке «Ханабад» на холме «Куль-Тобе» на левом берегу реки Ангрен в 40 верстах на юг от Ташкента.

## Состав подрода, тамга, уран и численностьказахского рода Курама
| Не входит в состав трёх казахских жузов | Не входит в состав трёх казахских жузов | Не входит в состав трёх казахских жузов | Не входит в состав трёх казахских жузов | Не входит в состав трёх казахских жузов | Не входит в состав трёх казахских жузов |
| №                                       | Род (племя)                             | Подрод                                  | Тамга (родовой знак)                    | Уран (родовой клич)                     | Численность рода                        |
| --------------------------------------- | --------------------------------------- | --------------------------------------- | --------------------------------------- | --------------------------------------- | --------------------------------------- |
| Курама                                  | Курама                                  | Курама                                  |                                         | Алаша                                   | ≈ 2 700 человек                         |
| 1                                       |                                         | Катаган                                 | Домбыра                                 | Катаган                                 | ≈ 2 700 человек                         |
| 2                                       | Дурмен-Барлас                           | (← Садак                                | Темир                                   |                                         | ≈ 2 700 человек                         |
| 3                                       | Баршылык                                | Найза                                   | Батыр                                   |                                         | ≈ 2 700 человек                         |
| 4                                       | Мангытай                                | Кобыз                                   | Каратау                                 |                                         | ≈ 2 700 человек                         |
| 5                                       | Могалтай                                | Таяк                                    | Кайракты                                |                                         | ≈ 2 700 человек                         |
| 6                                       | Конырат                                 | Ҁ Орак                                  | Алпамыс                                 |                                         | ≈ 2 700 человек                         |
| 7                                       | Кыпшак                                  | ᛙ Найза, Шокпар                         | Кобыланды                               |                                         | ≈ 2 700 человек                         |
| 8                                       | Таракты                                 | О І О Коз                               | Акжол                                   |                                         | ≈ 2 700 человек                         |
| 9                                       | Ногайлы                                 | Балга                                   | Айдархан                                |                                         | ≈ 2 700 человек                         |
| 10                                      | Алтай-Карпык                            | ١Домбыра, Сырнай                        | Алтай                                   |                                         | ≈ 2 700 человек                         |
| 11                                      | Телеу                                   |                                         |                                         |                                         | ≈ 2 700 человек                         |
| 12                                      | Жалайыр                                 |                                         |                                         |                                         | ≈ 2 700 человек                         |
| 13                                      | Барлас                                  |                                         |                                         |                                         | ≈ 2 700 человек                         |
| 14                                      | Бока                                    |                                         |                                         |                                         | ≈ 2 700 человек                         |
| 15                                      | Кереиты                                 |                                         |                                         |                                         | ≈ 2 700 человек                         |
| 16                                      | Тама                                    |                                         |                                         |                                         | ≈ 2 700 человек                         |
| 17                                      | Сикым                                   |                                         |                                         |                                         | ≈ 2 700 человек                         |
| 18                                      | Канлы                                   |                                         |                                         |                                         | ≈ 2 700 человек                         |
| 19                                      | Жагалбайлы                              |                                         |                                         |                                         | ≈ 2 700 человек                         |
| 20                                      | Байжигит                                |                                         |                                         |                                         | ≈ 2 700 человек                         |
| 21                                      | Баяут                                   |                                         |                                         |                                         | ≈ 2 700 человек                         |
| 22                                      | Оймауыт                                 |                                         |                                         |                                         | ≈ 2 700 человек                         |
| 23                                      | Аккурган                                |                                         |                                         |                                         | ≈ 2 700 человек                         |
| 24                                      | Каракойлы                               |                                         |                                         |                                         | ≈ 2 700 человек                         |
| 25                                      | Карасирак                               |                                         |                                         |                                         | ≈ 2 700 человек                         |
| 26                                      | Джама                                   |                                         |                                         |                                         | ≈ 2 700 человек                         |
| 27                                      | Кышлык                                  |                                         |                                         |                                         | ≈ 2 700 человек                         |
| 28                                      | Топкары                                 |                                         |                                         |                                         | ≈ 2 700 человек                         |
| 29                                      | Уйсын                                   |                                         |                                         |                                         | ≈ 2 700 человек                         |
| 30                                      | Рамадан                                 |                                         |                                         |                                         | ≈ 2 700 человек                         |
| 31                                      | Тартувлы                                |                                         |                                         |                                         | ≈ 2 700 человек                         |
| 32                                      | Калайым                                 |                                         |                                         |                                         | ≈ 2 700 человек                         |
| 33                                      | Кара бура                               |                                         |                                         |                                         | ≈ 2 700 человек                         |
| 34                                      | Кенесар                                 |                                         |                                         |                                         | ≈ 2 700 человек                         |
| 35                                      | Кара бойюн                              |                                         |                                         |                                         | ≈ 2 700 человек                         |
| 36                                      | Пунгоз+кыргыз                           |                                         |                                         |                                         | ≈ 2 700 человек                         |
| 37                                      | Айтамгалы                               |                                         |                                         |                                         | ≈ 2 700 человек                         |
| 38                                      | Кос тамгалы                             |                                         |                                         |                                         | ≈ 2 700 человек                         |
| 39                                      | Кызыл жулдыз                            |                                         |                                         |                                         | ≈ 2 700 человек                         |
| 40                                      | Ак қойлы                                |                                         |                                         |                                         | ≈ 2 700 человек                         |
| 41                                      | Кербуши                                 |                                         |                                         |                                         | ≈ 2 700 человек                         |
| 42                                      | Шахрухия                                |                                         |                                         |                                         | ≈ 2 700 человек                         |
| 43                                      | Бука                                    |                                         |                                         |                                         | ≈ 2 700 человек                         |
| 44                                      | Мураталы                                |                                         |                                         |                                         | ≈ 2 700 человек                         |
| 46                                      | Байсу                                   |                                         |                                         |                                         | ≈ 2 700 человек                         |
| 47                                      | Каракытай                               |                                         |                                         |                                         | ≈ 2 700 человек                         |
| 48                                      | Калайбар                                |                                         |                                         |                                         | ≈ 2 700 человек                         |

## Письменность
Кураминцы проживающие вне Таджикистана используют алфавит на основе казахской письменности, но без латиницы из 29 букв.
Аа, Бб, Гг, Ғғ, Дд, Ее, Жж, Җҗ, Зз, Ии, Йй, Кк, Ққ, Лл, Мм, Нн, Ңң, Оо, Өө, Пп, Рр, Сс, Тт, Уу, Үү, Хх, Чч, Шш, Ээ.

## Сравнение кураминского диалекта кыргызским и казахским языками
| Русский | Кыргызский язык | Кураминский диалект | Казахский язык |
| Я       | Мен             | Мен                 | Мен            |
| Ты      | Сен             | Сен                 | Сен            |
| Он(-а)  | Ал              | Ал                  | Ол             |
| Отец    | Ата (Аке)       | Аке (Ата)           | Әке (Ата)      |
| Мама    | Апа             | Ана (Апа)           | Ана (Шеше)     |
| Гора    | Тоо             | Тау                 | Тау            |
| Небо    | Асман           | Асман               | Аспан          |
| Лес     | Токой           | Тоқай               | Орман          |
| Солнце  | Күн             | Кун                 | Күн            |
| Жарко   | Ысык            | Ыссык               | Ыстық          |
| Поле    | Жайлоо          | Жайлау              | Жайлау         |
| Открыто | Ачык            | Ачық                | Ашық           |
| Мягкий  | Жумшак          | Жумшақ              | Жумсақ         |
| Большой | Чоң             | Улу                 | Үлкен          |
| Мыло    | Самын           | Сабын               | Сабын          |